# Тутова (Васлуј)
Тутова (рум. Tutova) насеље је у Румунији у округу Васлуј у општини Тутова. Oпштина се налази на надморској висини од 54 m.

## Становништво
Према подацима из 2002. године у насељу је живело 5661 становника, од којих су сви румунске националности.

### Хронологија
| Година       | 1992 | 1993 | 1994 | 1995 | 1996 | 1997 | 1998 | 1999 | 2000 | 2001 | 2002 | 2003 | 2004 | 2005 | 2006 | 2007 | 2008 | 2009 | 2010 | 2011 | 2012 | 2013 | 2014 | 2015 | 2016 | 2017 |
| ------------ | ---- | ---- | ---- | ---- | ---- | ---- | ---- | ---- | ---- | ---- | ---- | ---- | ---- | ---- | ---- | ---- | ---- | ---- | ---- | ---- | ---- | ---- | ---- | ---- | ---- | ---- |
| Становништво | 5542 | 5481 | 5492 | 5519 | 5526 | 5537 | 5601 | 5664 | 5725 | 5745 | 5748 | 5745 | 4121 | 4044 | 3981 | 3956 | 3940 | 3923 | 3956 | 3940 | 3939 | 3919 | 3920 | 3895 | 3885 | 3859 |